# Eure (megye)
Eure (IPA: [œʁ]) a 83 eredeti département egyike, amelyeket a francia forradalom alatt 1790. március 4-én hoztak létre.

## Elhelyezkedése
Franciaország északi részén, Felső-Normandia régiójában található megyét északról Seine-Maritime, keletről Oise, Val-d’Oise és Yvelines, délről Eure-et-Loir, nyugatról Orne és Calvados megyék határolják.

## Települések
A megye legnagyobb városai 2011-ben:

| Település    | Népesség |
| ------------ | -------- |
| Évreux       | 49 359   |
| Vernon       | 25 147   |
| Louviers     | 17 734   |
| Val-de-Reuil | 13 380   |
| Évreux       | 10 449   |
| Les Andelys  | 8 205    |

## Galéria

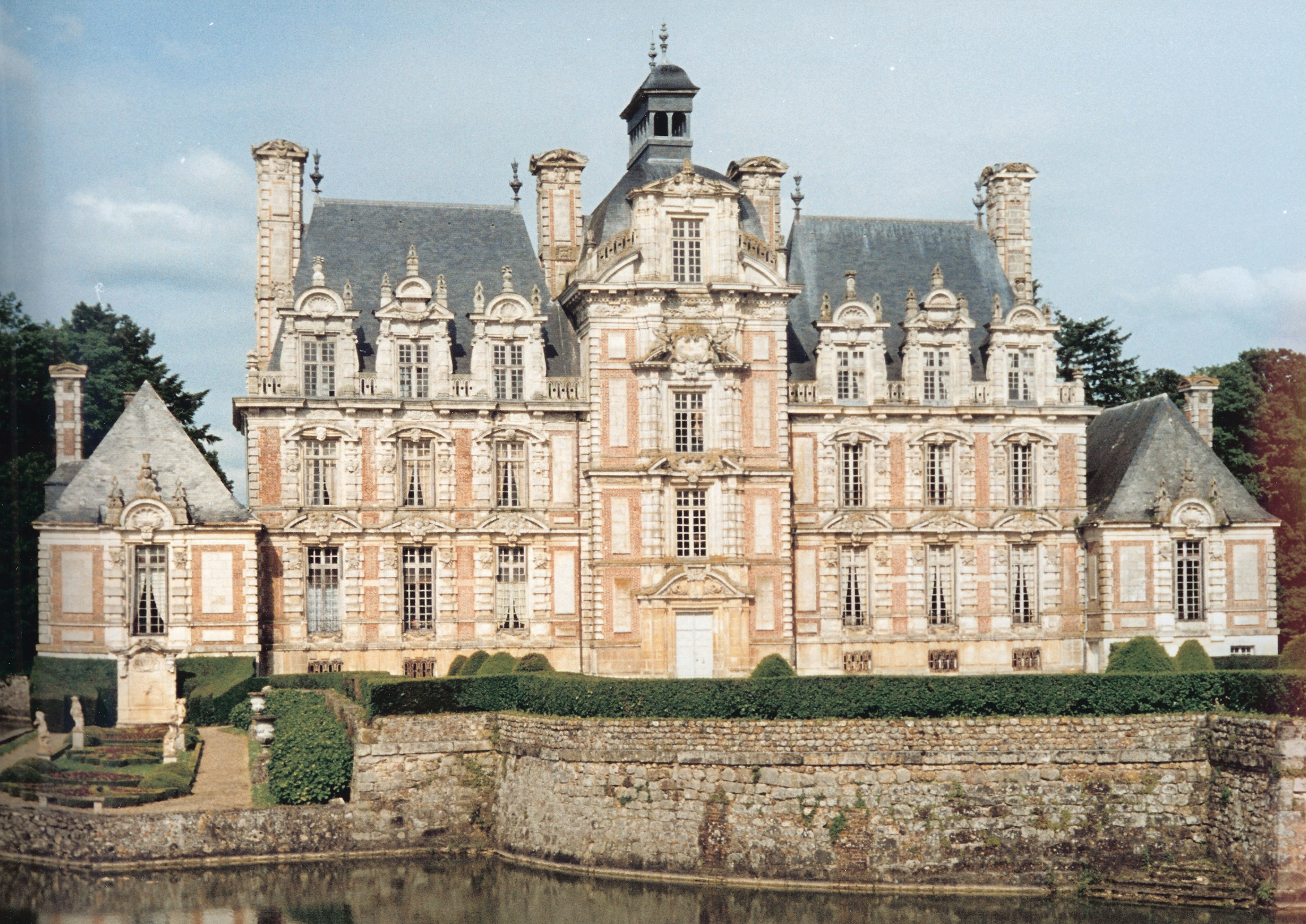
Beaumesnil-kastély
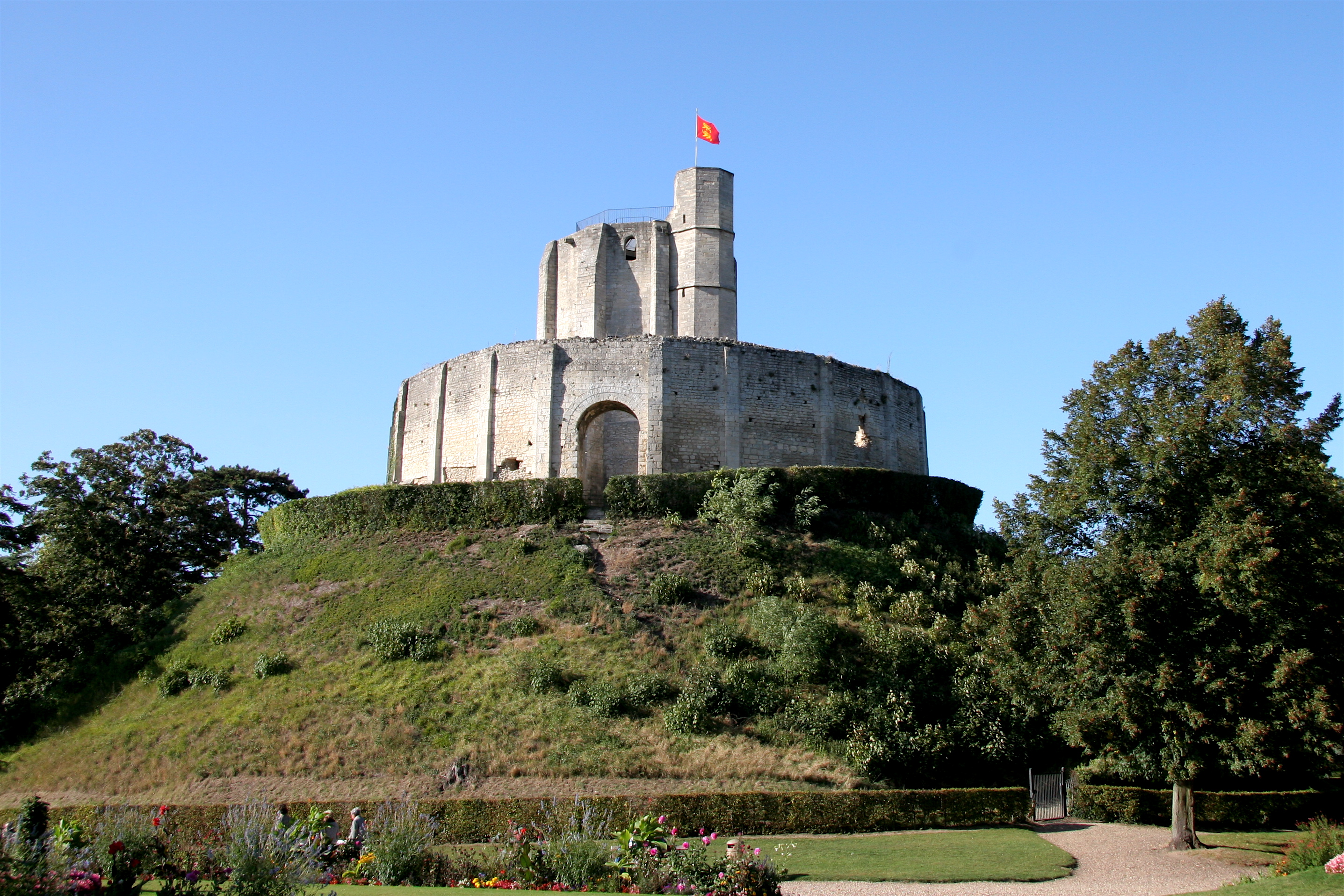
Gisors-kastély
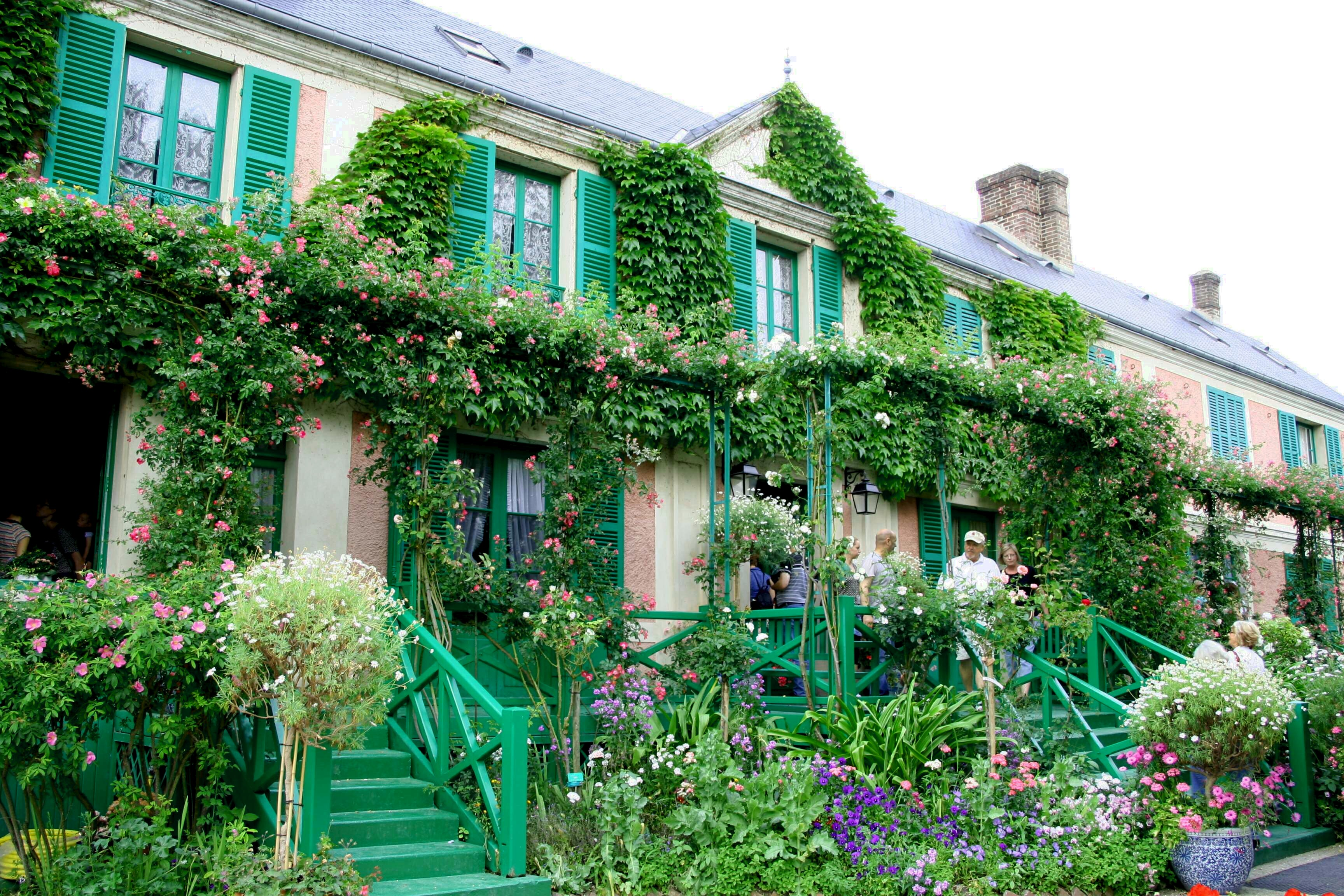
Claude Monet háza Givernyben